# ثورة بركان لا سوفريير 2021
بدأ ثوران بركان لا سوفريير، وهو بركان طبقي في جزيرة سانت فينسنت الكاريبية في دولة سانت فنسنت وجزر غرينادين، في 27 ديسمبر 2020. واستمر الانفجار حتى ظهر يوم 11 أبريل 2021، وفي ذلك الوقت وقع «حدثان متفجران». يمكن مقارنة نمط نشاط الثوران المستمر بنمط الحدث الذي وقع في عام 1902، والذي كان مؤشر الانفجار البركاني (VEI) له هو 4. كان البركان خامدا منذ عام 1979.

## المرحلة الانسيابية

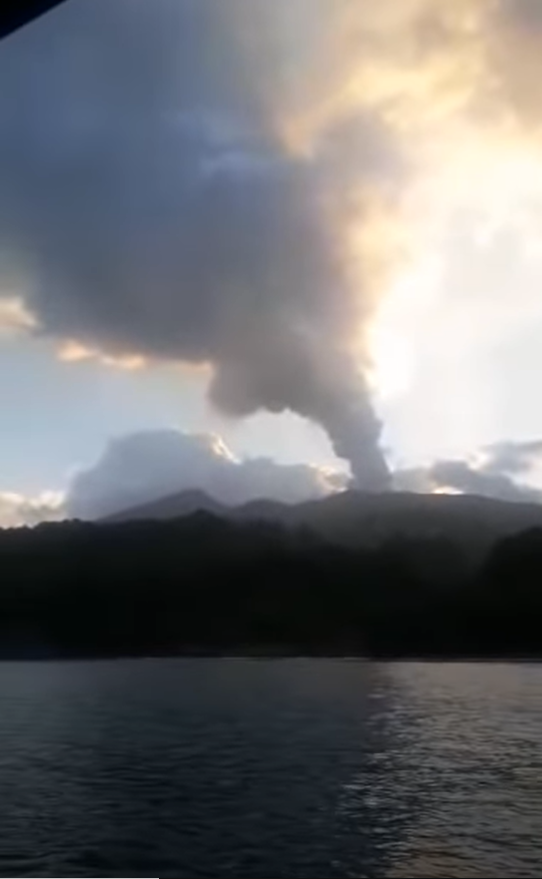
قبل الانفجار الأول

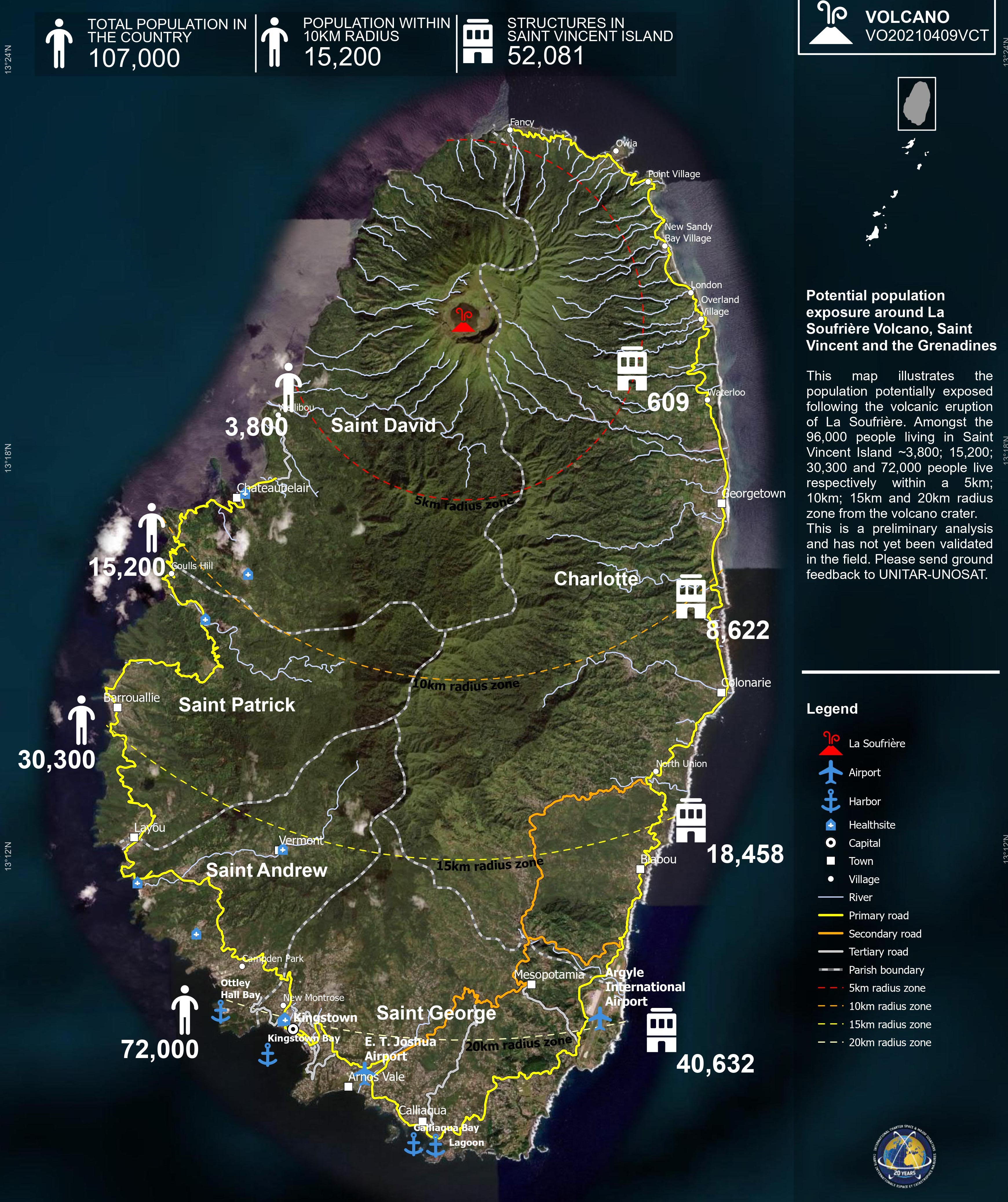
موقع البركان على الجزيرة ومخاطره على السكان

شكل الثوران قبة حمم بركانية جديدة داخل فوهة القمة في 27 ديسمبر 2020. وبدأ المسؤولون الحكوميون في التواصل مع السكان في المنطقة طوال شهري ديسمبر ويناير من أجل مراجعة خطط الإخلاء في حالة تصاعد النشاط البركاني. استمر الاندفاع المفرط في شهر يناير، وخلال هذه الفترة نمت قبة الحمم البركانية حيث بلغ عرضها ما بين 100 و 200 متر (330 و 660 قدم) وبلغ طولها 900 متر (3,000 قدم). في فبراير 2021، كانت قبة الحمم البركانية لا تزال تنمو بنشاط، حيث أطلقت أعمدة الغاز والبخار من قمتها.
بحلول 22 مارس 2021، بلغ قياس قبة الحمم 105 متر (344 قدم) طولا و243 متر (797 قدم) عرضًا وامتداد 921 متر (3,022 قدم). وتصاعد ثاني أكسيد الكبريت من أعلى القبة. في 8 أبريل 2021، بعد زيادة مطردة في النشاط البركاني والزلزالي خلال الأيام السابقة، أُعلنت «حالة التأهب الأحمر» واعتُبر أمر الإخلاء الذي صدر باعتباره انفجارًا وشيكًا.

## المرحلة المتفجرة
حدث انفجار بركاني في الساعة 8:41 صباحًا بالتوقيت المحلي في 9 أبريل 2021، حيث وصل عمود الرماد إلى حوالي 32,000 قدم (9,800 م) والانجراف شرقا نحو المحيط الأطلسي. بحلول ذلك الوقت، كان ما يقرب من 20000 شخص قد أخلوا المنطقة المحيطة بالبركان. في اليوم نفسه، جرى التحذير من أن الثوران «من المرجح أن يستمر لأيام وربما أسابيع»، وجرى الإبلاغ عن اندلاع متفجر آخر، نشأ بواسطة نبضات متعددة من الرماد، بعد ظهر يوم 9 أبريل. اعتبارًا من مساء يوم 9 أبريل الساعة 6:45 بعد الظهر بالتوقيت المحلي، كان هناك انفجار ثالث متفجر، وفقًا لمركز أبحاث الزلازل بجامعة ويست إنديز.
وافقت سانت لوسيا وغرينادا وأنتيغوا وبربادوس على استقبال الأشخاص الذين جرى إجلاؤهم. حث رئيس الوزراء رالف غونسالفيس الأشخاص الذين يجري إجلاؤهم إلى ملاجئ في أماكن أخرى في سانت فنسنت على أخذ لقاح COVID-19 وقال إنه يجب تطعيم الأشخاص على متن السفن السياحية أو منحهم حق اللجوء في جزيرة أخرى. أعلن وزير الخارجية الفنزويلي خورخي أريزا عبر تويتر أن بلاده سترسل إمدادات إنسانية وخبراء في المخاطر. أرسلت شركة كرنفال كروز لاينز السفينتين كرنفال بارادايس وكارنفال ليجند ؛ كل منها لديه القدرة على نقل ما يصل إلى 1500 شخص إلى الجزر المجاورة. أرسل خط الرحلات البحرية Royal Caribbean Group Serenade of the Seas و Celebrity Reflection. سيُقبَل أولئك الذين جرى تطعيمهم بالفعل ضد COVID-19 فقط مِن قِبل بعض الجزر الأخرى.
وقع «حادث متفجر» آخر في 11 أبريل 2021. وقال رئيس الوزراء رالف غونسالفيس لوسائل الإعلام: «انقطعت إمدادات المياه عن معظم الجزيرة وأغلق مجالها الجوي بسبب الدخان وأعمدة الرماد البركاني الكثيفة التي تتحرك عبر الغلاف الجوي». وأضاف مسؤول: «نحن مغلفون بالرماد ورائحة الكبريت القوية تتخلل الهواء.. اتخذوا الاحتياطات اللازمة لنبقى آمنين وبصحة جيدة». أرسلت دولة بربادوس بعثة «المساعدة الإنسانية والاستجابة للكوارث» إلى الجزيرة. حذرت الشبكة الدولية للمخاطر الصحية البركانية من أن الرماد «مصدر إزعاج» للأشخاص الأصحاء، لكن الرماد وغاز ثاني أكسيد الكبريت «يمكن أن يؤثر على مرضى الربو وغيرهم ممن يعانون من حالات صحية مزمنة».
أفاد أحد المصادر أنه بحلول الساعة 12 ظهرًا بتوقيت شرق الولايات المتحدة (1600 بتوقيت جرينتش)، «تمت استعادة الكهرباء»، وفقا للسكان. وتوقع وزير المالية كاميلو غونسالفيس نزوح نحو 20 ألف شخص «لمدة تتراوح بين ثلاثة وأربعة أشهر». كما أعرب عن قلقه بشأن التأثير على الزراعة في الجزيرة: «ستضيع معظم المحاصيل... وستفقد أعداد لا توصف من الماشية».
كانت كميات كبيرة من الرماد على الطرق في بربادوس بعد ظهر يوم 11 أبريل / نيسان، وحثت جمعية محلية للسلامة على الطرق السائقين على توخي «الحذر الشديد» أثناء القيادة لأن الطرق كانت «شديدة الخطورة». ظل مطار جرانتلي آدمز الدولي مغلقًا.
ذكرت التقارير في 12 أبريل أن البركان ثار مرة أخرى في ذلك الصباح و «لا يزال ينفجر بشكل كبير» وكان يولد «تدفقات من الحمم البركانية». وفقًا لمركز أبحاث الزلازل في جزر الهند الغربية، «إنه يدمر كل شيء في طريقه». قال ريتشارد روبرتسون من المركز إن القبة القديمة والجديدة قد دمرت ؛ «ونشأت فوهة جديدة». وذكر تقرير صدر في وقت متأخر من بعد ظهر يوم 12 أبريل أن «إمدادات الكهرباء والمياه متقطعة في بعض المجتمعات».

## روابط خارجية
- مركز أبحاث الزلازل بجامعة جزر الهند الغربية
- المنظمة الوطنية لإدارة الطوارئ نسخة محفوظة 10 أبريل 2021 على موقع واي باك مشين. في سانت فنسنت وجزر غرينادين
- برنامج النشاط البركاني العالمي التابع لمؤسسة سميثسونيان | سوفرير سانت فنسنت